# Clethra cuneata
Clethra cuneata là một loài thực vật có hoa trong họ Clethraceae. Loài này được Rusby mô tả khoa học đầu tiên năm 1907.